# Durham (dystrykt)
Durham – były dystrykt w hrabstwie Durham w Anglii. W 2001 roku dystrykt liczył 87 709 mieszkańców.

## Civil parishes
- Bearpark, Belmont, Brancepeth, Brandon and Byshottles, Cassop-cum-Quarrington, Coxhoe, Croxdale and Hett, Framwellgate Moor, Kelloe, Lands cmn to the parishes of Brancepeth and Brandon and Byshottles, Pittington, Shadforth, Sherburn, Shincliffe, West Rainton i Witton Gilbert[2].